# Афа
Афа (Afā) — полубожество, дух с полинезийского острова Атафу (Токелау), наполовину дьявол, так называемый аиту. Когда появлялся на суше, его называли Тоикиа (Toikia), а когда его видели в море, — Афа. Часто появлялся на других островах Токелау: Факаофо и Нукунону.
Согласно одной из легенд, Афа однажды побывал на острове Факаофо, где за ним устроили погоню местные духи. Схватив его, они попытались утопить его. Однако им не удалось это сделать, и он вновь вернулся на остров Атафу.
Согласно другой легенде, Афа часто появлялся на острове Факаофо, чтобы схватить и съесть души смертных людей. Впоследствии жрецам удалось схватить его. Они расчленили его тело, спасли все души умерших и вернули их родственникам. Тем не менее Афа снова ожил и вернулся в море. Жрецы же объяснили причину поедания им душ смертных тем, что люди ловили рыбу сетями в определённых местах, где этого нельзя было делать.
Появление Афа определяли по нескольким явлениям:
- при его появлении море ночью начинало светиться словно фосфор;
- при его появлении в море, лагуне плавало что-то наподобие циновки из кокосовой пальмы;
- если он появлялся на суше, то он выглядел как человек с головой, исчезающей на фоне неба;
- дух в основном появлялся вдали от берега на рифе под названием Папа-о-Таутаи. При его виде женщины и дети начинали плакать.[1]